# Bertya pinifolia
Bertya pinifolia är en törelväxtart som beskrevs av Jules Émile Planchon. Bertya pinifolia ingår i släktet Bertya och familjen törelväxter. Inga underarter finns listade i Catalogue of Life.